# Imigração italiana no estado do Rio de Janeiro

## Italianos na cidade do Rio de Janeiro
É difícil saber quando começou a imigração italiana para o Rio de Janeiro, mas há indícios de que, entre os poucos italianos presentes no Brasil antes de 1880, parte razoável estava na cidade, dedicando-se aos afazeres urbanos. Alguns milhares vieram depois, mas não muitos se comparado a São Paulo ou mesmo a outras imigrações vividas pelo Rio de Janeiro (como a portuguesa) no período. Isso era compensado, porém, por uma migração de italianos de outros estados para o Rio de Janeiro. 
Dessa forma, segundo os censos, o número de italianos na cidade do Rio de Janeiro subiu de 20 mil em 1895 para 30 mil em 1901, 35 mil por volta de 1910, 32 mil em 1920 e 22 mil em 1940. Ao contrário do que sucedeu no restante do Brasil, no Rio de Janeiro esses imigrantes eram majoritariamente urbanos. Eles não vinham diretamente da Itália, e sim de outros estados brasileiros, atraídos pelas oportunidades de emprego. Falavam dialetos distintos, tinham espírito empreendedor e eram focados na família. Nesse período, trabalhavam, em sua maioria, como vendedores ambulantes, mas havia também muitos alfaiates, sapateiros, pedreiros, barbeiros, carpinteiros, hoteleiros e garçons (a maioria das bancas e das distribuidoras de jornais da cidade ainda pertence a italianos e a seus familiares). 
Em geral, os imigrantes que aqui chegavam iam primeiro procurar emprego no Centro do Rio e no bairro de Santa Teresa, devido à proximidade com a área central da cidade, foi escolhido como principal lugar de moradia, logo apelidado de Calábria Carioca devido a forte presença italianos naquela localidade. Ali se fixaram jornaleiros, ambulantes, engraxates, latoeiros e funileiros, ocupando antigos casarões. Até hoje, várias ruas daquela área, como Julio Ottoni, Francisco Muratori, Eliseo Visconti e Paschoal Carlos Magno, fazem homenagem aos italianos e seus descendentes. “Paschoal Carlos Magno foi, sem dúvida, seu habitante mais ilustre, conhecido como o patriarca de Santa Teresa”.
  
| Anos | População italiana da cidade | População estrangeira da cidade | População total da cidade |
| ---- | ---------------------------- | ------------------------------- | ------------------------- |
| 1872 | 1.738                        | 84.279                          | 274.972                   |
| 1906 | 25.557                       | 210.515                         | 830.000                   |
| 1920 | 21.929                       | 240.392                         | 1.157.873                 |

## Italianos no resto do estado

### Noroeste Fluminense
Os italianos que chegaram a região de Itaperuna e Varre-Sai, noroeste fluminense, no final do século XIX, constituíram-se em uma importante classe de sitiantes. Considerando que a estrutura fundiária da região, em sua maioria, era marcada pela pequena propriedade, a transformação do colono em sitiante, representou uma significativa visibilidade econômica naquela localidade. A maioria dos italianos mantinham pequenas propriedades nesta região plantando, principalmente café. Segundo o censo do IBGE de 1920, é visível que 52% da população estrangeira do município de Itaperuna era italiana, número maior até que o de portugueses (31,5%). A maioria desses imigrantes eram oriundos da região de Lazio na Itália.

### Porto Real
Porto Real é reconhecida como a primeira colônia italiana do Brasil. Na década de 1870, Porto Real tinha ares de povoado com influência de natureza suíça e francesa. Dom Pedro II, vendo o crescimento e desenvolvimento da localidade (que produzia cana-de-açúcar em pequena escala e lavouras baseada na subsistência), criou então a Colônia de Porto Real e para fazer o “bolo” crescer ainda mais pensou em trazer imigrantes italianos para fomentar a plantação de cana. É aí que entra a Sra. Clementina Tavernari, nativa de Concórdia de Módena, na Itália, que em 1874 foi a Itália, vinda do Brasil, para recrutar 50 famílias de lavradores no norte daquele país a fim de fundar, em Santa Catarina, um núcleo colonizador. Essa colônia teria o nome da Imperatriz Tereza Cristina. Seria o primeiro experimento de colonização italiana no Brasil. Chegaram na cidade do Rio de Janeiro dia 16 de Fevereiro de 1875. Grassava a febre amarela no Brasil, e por essa razão os imigrantes ficaram na hospedaria de onde embarcaram no dia 19, de trem, diretamente para Porto Real,de onde seguiriam para Santa Catarina, porém os italianos preferiram se instalar na região por ser perto da estação ferroviária e pelo bom relacionamento com outros grupos de imigrantes.

### Italianos na Região Serrana
Os italianos estavam em enorme número nas cidades de Petrópolis e Nova Friburgo, região serrana do estado. Sendo Petrópolis, a cidade com o maior número de imigrantes de todo o interior fluminense. Assim como no caso do Rio de Janeiro, na Região Serrana esses colonos também exerciam trabalhos urbanos como: comerciantes, jornaleiros e sapateiros. Em Petrópolis acontece uma das maiores festas italianas do estado: a Serra Seratta.  

## Ligação externa
- A pequena Itália de Niterói: uma cidade, muitas famílias.